# Hondeklipbaai
Hondeklip Bay (afrikaans : Hondeklipbaai) est un village côtier situé dans le district de Namakwa, dans la province de Cap-Nord, en Afrique du Sud. Il se trouve à environ 95 km au sud-ouest de Springbok, la capitale du district et a un peu plus de 400 km au nord du Cap.
Ce village servait à l'origine de port d'exportation de minerai du cuivre des mines situées autour de Springbok, mais il a ensuite été dépassé par Port Nolloth , doté d'un port plus sûr et d'une voie ferrée.
Aujourd'hui, la baie de Hondeklip est une destination de vacances régionale très prisée.
Les attractions incluent des épaves de navires comme le Jahleel et le Aristea qui ont échoué en 2003 et 1945 respectivement

## Démographie (2001)[1]
- Superficie: 19,68 km2
- Population: 540 habitants: 27,44 habitants au kilomètre carré
- Ménages: 166: 8,43 par kilomètre carré